# Mauritius na Letnich Igrzyskach Olimpijskich 1988
Mauritius na Letnich Igrzyskach Olimpijskich 1988 reprezentowało 8 zawodników: sześciu mężczyzn i dwie kobiety. Był to 2. start reprezentacji Mauritiusu na letnich igrzyskach olimpijskich.

## Skład kadry

### Boks
Mężczyźni
- Teekaram Rajcoomar – waga kogucia – 17. miejsce

### Lekkoatletyka
Mężczyźni
- Judex Lefou – 110 metrów przez płotki – odpadł w eliminacjach

Kobiety
- Sheila Seebaluck – 800 metrów – odpadł w eliminacjach
- Maryse Justin – maraton – 51. miejsce

### Podnoszenie ciężarów
Mężczyźni
- José Moirt – waga lekkociężka – 17. miejsce

### Tenis stołowy
Mężczyźni
- Alain Choo Choy – 57. miejsce
- Gilany Hosnani – 57. miejsce
- Gilany Hosnani, Alain Choo Choy – debel – 29. miejsce

### Zapasy
Mężczyźni
- Navind Ramsaran

styl klasyczny, waga superciężka – odpadł w eliminacjach
styl wolny, waga superciężka – odpadł w eliminacjach